# Lijst van voetbalinterlands Denemarken - Schotland
Deze lijst van voetbalinterlands is een overzicht van alle officiële voetbalwedstrijden tussen de nationale teams van Denemarken en Schotland. De landen speelden tot op heden achttien keer tegen elkaar. De eerste ontmoeting, een vriendschappelijke wedstrijd, werd gespeeld in Glasgow op 12 mei 1951. Het laatste duel, een kwalificatiewedstrijd voor het Wereldkampioenschap voetbal 2022, vond plaats op 15 november 2021 in Glasgow.

## Wedstrijden
| №  | Plaats      | Datum            | Competitie           | Wedstrijd              | Uitslag |
| -- | ----------- | ---------------- | -------------------- | ---------------------- | ------- |
| 1  | Glasgow     | 12 mei 1951      | Vriendschappelijk    | Schotland – Denemarken | 3 – 1   |
| 2  | Kopenhagen  | 25 mei 1952      | Vriendschappelijk    | Denemarken – Schotland | 1 – 2   |
| 3  | Kopenhagen  | 16 oktober 1968  | Vriendschappelijk    | Denemarken – Schotland | 0 – 1   |
| 4  | Glasgow     | 11 november 1970 | EK 1972 kwalificatie | Schotland – Denemarken | 1 – 0   |
| 5  | Kopenhagen  | 9 juni 1971      | EK 1972 kwalificatie | Denemarken – Schotland | 1 – 0   |
| 6  | Kopenhagen  | 18 oktober 1972  | WK 1974 kwalificatie | Denemarken – Schotland | 1 – 4   |
| 7  | Glasgow     | 15 november 1972 | WK 1974 kwalificatie | Schotland – Denemarken | 2 – 0   |
| 8  | Kopenhagen  | 3 september 1975 | EK 1976 kwalificatie | Denemarken – Schotland | 0 – 1   |
| 9  | Glasgow     | 29 oktober 1975  | EK 1976 kwalificatie | Schotland – Denemarken | 3 – 1   |
| 10 | Ciudad Neza | 4 juni 1986      | WK 1986              | Schotland – Denemarken | 0 – 1   |
| 11 | Kopenhagen  | 24 april 1996    | Vriendschappelijk    | Denemarken – Schotland | 2 – 0   |
| 12 | Glasgow     | 25 maart 1998    | Vriendschappelijk    | Schotland – Denemarken | 0 – 1   |
| 13 | Glasgow     | 21 augustus 2002 | Vriendschappelijk    | Schotland – Denemarken | 0 – 1   |
| 14 | Kopenhagen  | 28 april 2004    | Vriendschappelijk    | Denemarken – Schotland | 1 – 0   |
| 15 | Glasgow     | 10 augustus 2011 | Vriendschappelijk    | Schotland – Denemarken | 2 – 1   |
| 16 | Glasgow     | 29 maart 2016    | Vriendschappelijk    | Schotland – Denemarken | 1 – 0   |
| 17 | Kopenhagen  | 1 september 2021 | WK 2022 kwalificatie | Denemarken − Schotland | 2 – 0   |
| 18 | Glasgow     | 15 november 2021 | WK 2022 kwalificatie | Schotland − Denemarken | 2 − 0   |
| 19 | Kopenhagen  | 5 september 2025 | WK 2026 kwalificatie | Denemarken − Schotland |         |
| 20 | Glasgow     | 18 november 2025 | WK 2026 kwalificatie | Schotland − Denemarken |         |

## Samenvatting
| Competitie        | Totaal gespeeld | Winst Denemarken | Gelijk | Winst Schotland | Doelsaldo Denemarken – Schotland |
| ----------------- | --------------- | ---------------- | ------ | --------------- | -------------------------------- |
| WK-eindronde      | 1               | 1                | 0      | 0               | 1 − 0                            |
| WK-kwalificatie   | 4               | 1                | 0      | 3               | 3 − 8                            |
| EK-kwalificatie   | 4               | 1                | 0      | 3               | 2 − 5                            |
| Vriendschappelijk | 9               | 4                | 0      | 5               | 8 − 9                            |
| Totaal            | 18              | 7                | 0      | 11              | 14 − 22                          |

Wedstrijden bepaald door strafschoppen worden, in lijn met de FIFA, als een gelijkspel gerekend.

## Details

### Twaalfde ontmoeting
| Vriendschappelijk (Glasgow, Schotland, 25 maart 1998): |              | |
| Schotland | 0 – 1        | Denemarken |
| | goals        | 38' Brian Laudrup |
| Craig Brown | bondscoach   | Bo Johansson |
| Jim Leighton 46' Jack McNamara 59' Tom Boyd Colin Hendry Matt Elliott Scot Gemmill 70' Billy McKinlay Darren Jackson 76' Christian Dailly Scott Booth 46' Colin Calderwood | opstellingen | Mogens Krogh Michael Schjønberg Morten Wieghorst Jan Heintze Thomas Helveg 46' Jacob Laursen Michael Laudrup 63' Allan Nielsen Marc Rieper 81' Brian Laudrup 76' Peter Møller |
| Andy Goram 46' Eoin Jess 46' David Weir 59' Stuart McCall 70' Simon Donnelly 76'                                                                                           | wissels      | 46' René Henriksen 63' Per Frandsen 76' Martin Jørgensen 81' Bjarne Goldbæk                                                                                                   |
| - Debuut van Martin Jørgensen (Udinese) en René Henriksen (AB) voor Denemarken.                                                                                            |              | |

### Veertiende ontmoeting
| Vriendschappelijk (Kopenhagen, Denemarken, 28 april 2004): |              | |
| Denemarken | 1 – 0        | Schotland |
| Ebbe Sand 61' | goals        | |
| Morten Olsen | bondscoach   | Berti Vogts |
| Thomas Sørensen Morten Wieghorst 81' René Henriksen 66' Martin Laursen Niclas Jensen 46' Thomas Helveg Daniel Jensen Jesper Grønkjær 84' Jon Dahl Tomasson 46' Martin Jørgensen 66' Claus Jensen 46' | opstellingen | Paul Gallacher Gary Caldwell Stephen Crainey Christian Dailly Malcolm Mackay Steven Pressley Darren Fletcher 17' Gary Holt Kevin Kyle James McFadden 46' Colin Cameron |
| Asbjørn Sennels 46' Ebbe Sand 46' Kenneth Pérez 46' Per Krøldrup 66' Dennis Rommedahl 66' Martin Retov 81' Thomas Rasmussen 84'                                                                      | wissels      | 17' Peter Canero 46' Neil McCann |
| | gele kaarten | 20' James McFadden 40' Gary Caldwell |

DBU · A-internationals · Selecties · Bondscoaches · Deens vrouwenelftal · Olympisch elftal · Denemarken U21 · Denemarken U20 · Denemarken U19 · Denemarken U18 · Denemarken U17 · Denemarken U16 · Vrouwen U17
1908 – 1919 ·
1920 – 1929 ·
1930 – 1939 ·
1940 – 1949 ·
1950 – 1959 ·
1960 – 1969 ·
1970 – 1979 ·
1980 – 1989 ·
1990 – 1999 ·
2000 – 2009 ·
2010 – 2019 ·
2020 − 2029
EK's: 1964 · 
1984 · 
1988 · 
1992 · 
1996 · 
2000 · 
2004 · 
2012 · 
2020 · 
2024
WK's: 1986 · 
1998 · 
2002 · 
2010 · 
2018 · 
2022
OS: 1908 · 
1912 · 
1920 · 
1948 · 
1952 · 
1960 · 
1972 · 
1992 · 
2016
1908 · 
1909 · 
1910 · 
1911 · 
1912 · 
1913 · 
1914 · 
1915 · 
1916 · 
1917 · 
1918 · 
1919 · 
1920 · 
1921 · 
1922 · 
1923 · 
1924 · 
1925 · 
1926 · 
1927 · 
1928 · 
1929 · 
1930 · 
1931 · 
1932 · 
1933 · 
1934 · 
1935 · 
1936 · 
1937 · 
1938 · 
1939 · 
1940 · 
1941 · 
1942 · 
1943 · 
1944 · 
1946 · 
1947 · 
1948 · 
1949 · 
1950 · 
1952 · 
1952 · 
1953 · 
1954 · 
1955 · 
1956 · 
1957 · 
1958 · 
1959 · 
1960 · 
1961 · 
1962 · 
1963 · 
1964 · 
1965 · 
1966 · 
1967 · 
1968 · 
1969 · 
1970 · 
1971 · 
1972 · 
1973 · 
1974 · 
1975 · 
1976 · 
1977 · 
1978 · 
1979 · 
1980 · 
1981 · 
1982 · 
1983 · 
1984 · 
1985 · 
1986 · 
1987 · 
1988 · 
1989 · 
1990 ·
1991 · 
1992 · 
1993 · 
1994 · 
1995 · 
1996 · 
1997 · 
1998 · 
1999 · 
2000 · 
2001 · 
2002 · 
2003 · 
2004 · 
2005 · 
2006 · 
2007 · 
2008 · 
2009 · 
2010 · 
2011 · 
2012 · 
2013 · 
2014 · 
2015 · 
2016 · 
2017 · 
2018 ·
2019 ·
2020 ·
2021 ·
2022 ·
2023
Albanië ·
Algerije ·
Argentinië ·
Armenië ·
Australië ·
België ·
Bermuda ·
Bosnië en Herzegovina · 
Brazilië ·
Bulgarije ·
Canada ·
Chili ·
Cyprus ·
DDR ·
Duitsland ·
Ecuador ·
Egypte ·
Engeland ·
Estland ·
Faeröer · 
Finland · 
Frankrijk ·
Gambia ·
Georgië ·
Ghana ·
Gibraltar ·
GOS ·
Griekenland ·
Honduras ·
Hongarije ·
Hongkong ·
Ierland ·
IJsland ·
Indonesië ·
Iran ·
Israël ·
Italië ·
Japan ·
Joegoslavië ·
Kameroen ·
Kazachstan ·
Kosovo · 
Kroatië · 
Letland ·
Liechtenstein ·
Litouwen ·
Luxemburg ·
Malta ·
Marokko ·
Mexico ·
Moldavië · 
Montenegro · 
Nederland ·
Nederlandse Antillen ·
Nigeria ·
Noord-Ierland ·
Noord-Macedonië ·
Noorwegen ·
Oekraïne ·
Oostenrijk ·
Panama ·
Paraguay ·
Peru ·
Polen ·
Portugal ·
Roemenië ·
Rusland ·
San Marino ·
Saoedi-Arabië ·
Schotland ·
Senegal ·
Servië ·
Singapore ·
Slovenië ·
Slowakije ·
Sovjet-Unie ·
Spanje ·
Suriname ·
Thailand ·
Togo · 
Tsjechië ·
Tsjecho-Slowakije ·
Tunesië · 
Turkije · 
Uruguay ·
Verenigde Arabische Emiraten ·
Verenigde Staten ·
Wales ·
Wit-Rusland ·
Zuid-Afrika ·
Zuid-Korea ·
Zweden ·
Zwitserland
Argentinië (1995) · 
Australië (2018) ·
Australië (2022) · 
België (2021) · 
Duitsland (1992) · 
Duitsland (2012) · 
Engeland (2021) · 
Finland (2021) · 
Frankrijk (2002) · 
Frankrijk (2018) · 
Japan (2010) · 
Kameroen (2010) · 
Kroatië (2018) · 
Nederland (2010) · 
Nederland (2012) · 
Peru (2018) · 
Portugal (2012) · 
Rusland (2021) · 
Senegal (2002) · 
Tsjechië (2021) · 
Uruguay (2002) · 
Wales (2021)
SFA · A-internationals · Selecties · Bondscoaches · Statistieken · Schots vrouwenelftal · Brits olympisch elftal · Schotland U21 · Schotland U20 · Schotland U19 · Schotland U18 · Schotland U17 · Schotland U16 · Vrouwen U17
1872 – 1899 ·
1900 – 1919 ·
1920 – 1929 ·
1930 – 1939 ·
1940 – 1949 ·
1950 – 1959 ·
1960 – 1969 ·
1970 – 1979 ·
1980 – 1989 ·
1990 – 1999 ·
2000 – 2009 ·
2010 – 2019 ·
2020 − 2029
EK's: 1992 ·
1996 ·
2020 ·
2024
WK's: 1954 ·
1958 ·
1974 ·
1978 ·
1982 ·
1986 ·
1990 ·
1998
1872 ·
1873 ·
1874 ·
1875 ·
1876 ·
1877 ·
1878 ·
1878 ·
1879 ·
1880 ·
1881 ·
1882 ·
1883 ·
1884 ·
1885 ·
1886 ·
1887 ·
1888 ·
1889 ·
1890 ·
1891 ·
1892 ·
1893 ·
1894 ·
1895 ·
1896 ·
1897 ·
1898 ·
1899 ·
1900 ·
1901 ·
1902 ·
1903 ·
1904 ·
1905 ·
1906 ·
1907 ·
1908 ·
1909 ·
1910 ·
1911 ·
1912 ·
1913 ·
1914 ·
1915–1919 ·
1920 ·
1921 ·
1922 ·
1923 ·
1924 ·
1925 ·
1926 ·
1927 ·
1928 ·
1929 ·
1930 ·
1931 ·
1932 ·
1933 ·
1934 ·
1935 ·
1936 ·
1937 ·
1938 ·
1939 ·
1940–1945 ·
1946 ·
1947 ·
1948 ·
1949 ·
1950 ·
1951 ·
1952 ·
1953 ·
1954 ·
1955 ·
1956 ·
1957 ·
1958 ·
1959 ·
1960 ·
1960 ·
1961 ·
1962 ·
1963 ·
1964 ·
1965 ·
1966 ·
1967 ·
1968 ·
1969 ·
1970 ·
1971 ·
1972 ·
1973 ·
1974 ·
1975 ·
1976 ·
1977 ·
1978 ·
1979 ·
1980 ·
1981 ·
1982 ·
1983 ·
1984 ·
1985 ·
1986 ·
1987 ·
1988 ·
1989 ·
1990 ·
1991 ·
1992 ·
1993 ·
1994 ·
1995 ·
1996 ·
1997 ·
1998 ·
1999 ·
2000 ·
2001 ·
2002 ·
2003 ·
2004 ·
2005 ·
2006 ·
2007 ·
2008 ·
2009 ·
2010 ·
2011 ·
2012 ·
2013 ·
2014 · 
2015 · 
2016 · 
2017 ·
2018 ·
2019 ·
2020 ·
2021 ·
2022
Albanië ·
Argentinië · 
Armenië ·
Australië ·
België ·
Bosnië en Herzegovina ·
Brazilië ·
Bulgarije ·
Canada ·
Chili ·
Colombia ·
Congo-Kinshasa ·
Costa Rica ·
Cyprus ·
DDR ·
Denemarken ·
Duitsland ·
Ecuador ·
Egypte ·
Engeland ·
Estland ·
Faeröer ·
Finland ·
Frankrijk ·
Georgië ·
Gibraltar · 
GOS ·
Griekenland ·
Hongarije ·
Ierland ·
IJsland ·
Iran ·
Israël ·
Italië ·
Japan ·
Joegoslavië ·
Kazachstan ·
Kroatië ·
Letland ·
Liechtenstein ·
Litouwen ·
Luxemburg ·
Malta ·
Marokko ·
Mexico ·
Moldavië ·
Nederland ·
Nieuw-Zeeland ·
Nigeria · 
Noord-Ierland ·
Noord-Macedonië ·
Noorwegen ·
Oekraïne ·
Oostenrijk ·
Paraguay ·
Peru ·
Polen ·
Portugal ·
Qatar ·
Roemenië ·
Rusland ·
San Marino ·
Saoedi-Arabië ·
Servië ·
Slovenië ·
Slowakije · 
Sovjet-Unie ·
Spanje ·
Trinidad en Tobago · 
Tsjechië ·
Tsjecho-Slowakije ·
Turkije · 
Uruguay ·
Verenigde Staten ·
Wales ·
Wit-Rusland ·
Zuid-Afrika ·
Zuid-Korea ·
Zweden ·
Zwitserland
Engeland (2021) · 
Kroatië (2021) · 
Nieuw-Zeeland (1982) · 
Tsjechië (2021)